# Nordøstregionen (Ghana)
Nordøstregionen (en: North East Region) er en af de seksten regioner i Ghana. Den ligger i den nordlige del af landet og blev oprettet i december 2018, efter  en folkeafstemning for at udskille den af den Northern regionen. Regionens hovedstad er  byen Nalerigu.

## Oprettelse af regionen
Nordøstregionen i Ghana, der blev foreslået som  ny region, der skulle udskilles af den eksisterende Northern region, som en opfyldelse af et valgløfte, afgivet af New Patriotic Party forud for parlamentsvalget i Ghana i 2016. Efter at have vundet valget, oprettede præsidenten, Nana Akuffo Addo,Ministeriet for Regional Omorganisering for at føre tilsyn med formulering og implementering af  omlægningerne, og Hon. Solomon Namliit Boar, der var repræsentant for Bunkpurugu-valgkredsen og tidligere viceregionalminister i Northern blev udnævnt til den første regionale minister for den nyoprettede Nordøstregion. I alt blev der oprettet seks nye regioner ud over de eksisterende ti regioner i Ghana. De andre er regionerne Western North, Bono, Bono East, Ahafo, Savannah og Oti.
Folkeafstemningen afholdt den 27. december 2018 var vellykket med en valgdeltagelse på 81 %  i den foreslåede region, og 99,8 %  stemte for oprettelsen af den nordøstlige region. Regionens  hovedstad blev byen Nalerigu.

## Geografi
Den nordøstlige region grænser mod nord til Upper East-regionen, mod øst til Ghanas grænse til Togo, mod syd af regionen Northern og mod vest til Upper West-regionen . Nordøstregionen består af 6 distrikter.

## Turisme og attraktioner
- Gambaga Escarpment
- Floderne  White Volta og Red Volta
- Gammel klippekunst ved Gingana, Kpatiritinga, Jilik og Tusugu
- NaYiri-paladset i Nalerigu
- NaJeringa historiske slavemur i Nalerigu
- Gravsteder for gamle Mamprusi- og Mossi -konger i Gambaga
- Zayaa-moskeen/helligdommen i Wulugu
- Gamle Koma-figurer i Yikpabongo
- Buyuori Cave i Yikpabongo.[5]

### Religion
De fleste indbyggere i den nordøstregionen er tilknyttet kristendommen, islam og/eller traditionel afrikansk religion.

## Administrativ inddeling
Den politiske administration af regionen er gennem det lokale styresystem. Under dette administrationssystem er regionen opdelt i seks MMDA'er ( storby-, kommune- og distriktsforsamlinger) bestående af 2 kommunale og 4 ordinære forsamlinger. Hver distrikts-, kommunal- eller storbyforsamling administreres af en administrationschef, der repræsenterer centralregeringen, men som har beføjelser fra en forsamling ledet af et præsiderende medlem valgt blandt medlemmerne selv. Den aktuelle liste er som følger:
| # | MMDA navn               | Hovedby    | MMDA type  | Befolkning |
| - | ----------------------- | ---------- | ---------- | ---------- |
| 1 | Bunkpurugu-Nyankpanduri | Bunkpurugu | Almindelig |            |
| 2 | Chereponi               | Chereponi  | Almindelig | 55.932     |
| 3 | East Mamprusi           | Nalerigu   | Kommunal   | 121.009    |
| 4 | Mamprugu-Moagduri       | Yagaba     | Almindelig |            |
| 5 | West Mamprusi           | Walewale   | Kommunal   |            |
| 6 | Yunyoo-Nasuan           | Yunyoo     | Almindelig |            |